# Masticophis flagellum
Masticophis flagellum  es una especie de serpiente de la familia Colubridae comúnmente conocida como chirrionera o serpiente látigo, endémica de los Estados Unidos y México. No es venenosa. Se han reconocido siete diferentes especies, incluyendo subespecies relacionadas.

## Rango geográfico
Habita en todo el sur de los Estados Unidos de costa a costa. También se encuentra en el norte y centro de México.

## Descripción
Son serpientes de cuerpo delgado con cabeza pequeña y grandes ojos con pupilas redondas. Varían mucho en color, pero la mayoría reflejan un camuflaje adecuado a su hábitat natural. Suelen ser marrón claro con moteado marrón más oscuro, pero en la zona oeste de Texas, donde el color del suelo es más claro, también son de color rosa; existen algunas que tienen algo de rojo en su coloración. Las escamas se orientan, por lo que a primera vista la serpiente parece trenzada.
Las subespecies pueden ser difíciles de distinguir en las zonas donde se superponen sus rangos geográficos. Los adultos de 127 a 183 cm son comunes. El mayor ejemplar encontrado es de 259 cm (102 in).  Los ejemplares jóvenes, en su mayoría, miden poco más de 100 cm (39 pulgadas) de longitud. Se comprobó que pesaban 180 a 675 g (6,3 a 23,8 oz), mientras que los adultos maduros de buen tamaño que miden de 163 a 235 cm (64-93 in) pesan entre 1,2 y 1,8 kg (2,6 a 4,0 libras).

## Hábitat
Las chirrioneras se encuentran comúnmente en campos abiertos con suelos arenosos, bosques de pinos, praderas y parcelas. Crecen en las dunas y en matorrales.

## Hábitos
Las chirrioneras son diurnas, cazan activamente y comen lagartijas, pequeñas aves y roedores. Tienden a ser más sensibles a las amenazas potenciales que otras especies, y a menudo huir a la primera señal de alguna otra de su especie. Son  serpientes extremadamente rápidas, muy rápidas. Son curiosas y con buena vista, a veces se ven levantando la cabeza por encima del nivel de la hierba o las rocas para ver lo que hay a su alrededor.

## Mitos
El principal comentario que se creía mito referente a la chirrionera es que en época de celo son agresivas con la intrusión de gente en su espacio, y suelen incluso atacar para alejarlos del sitio. Las chirrioneras son rápidas, a menudo se mueven más rápido que un humano, y por lo tanto cuando alcanzan al intruso golpean con la cola, movimiento de donde viene su nombre.[cita requerida]

## Galería de fotos

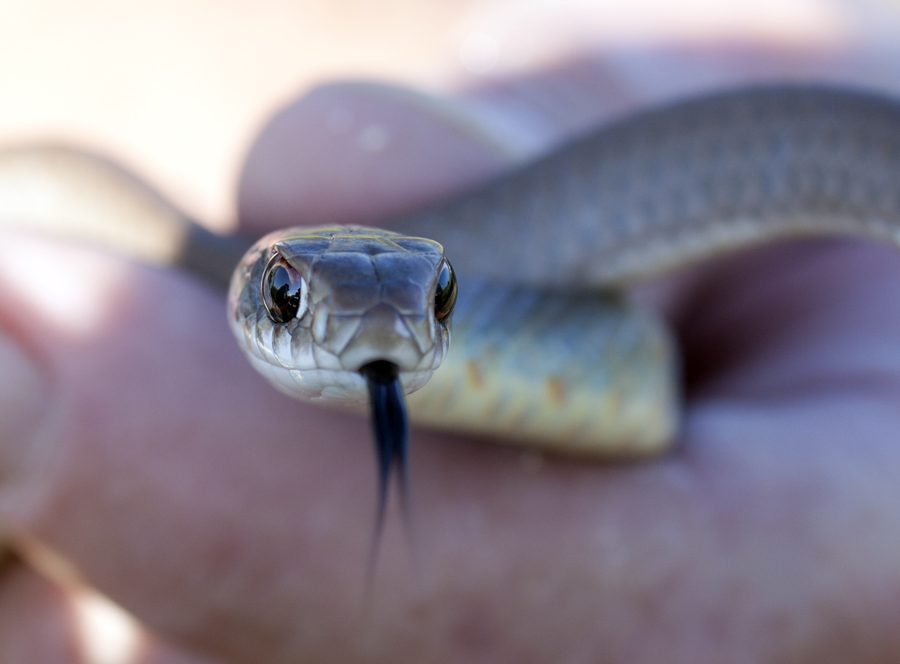
Masticophis flagellum flagellum
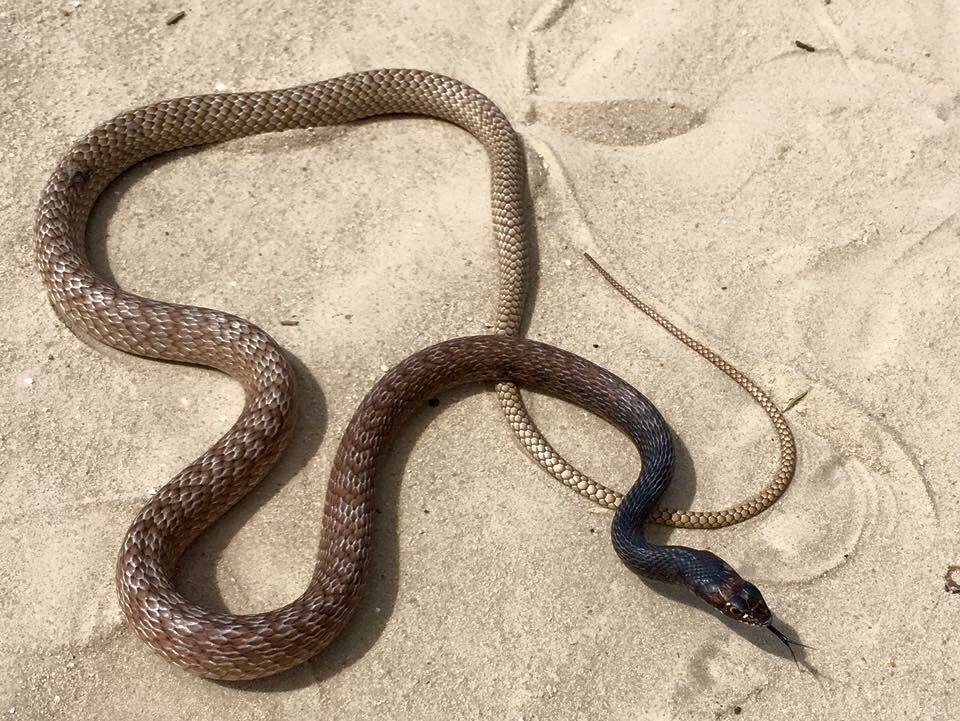
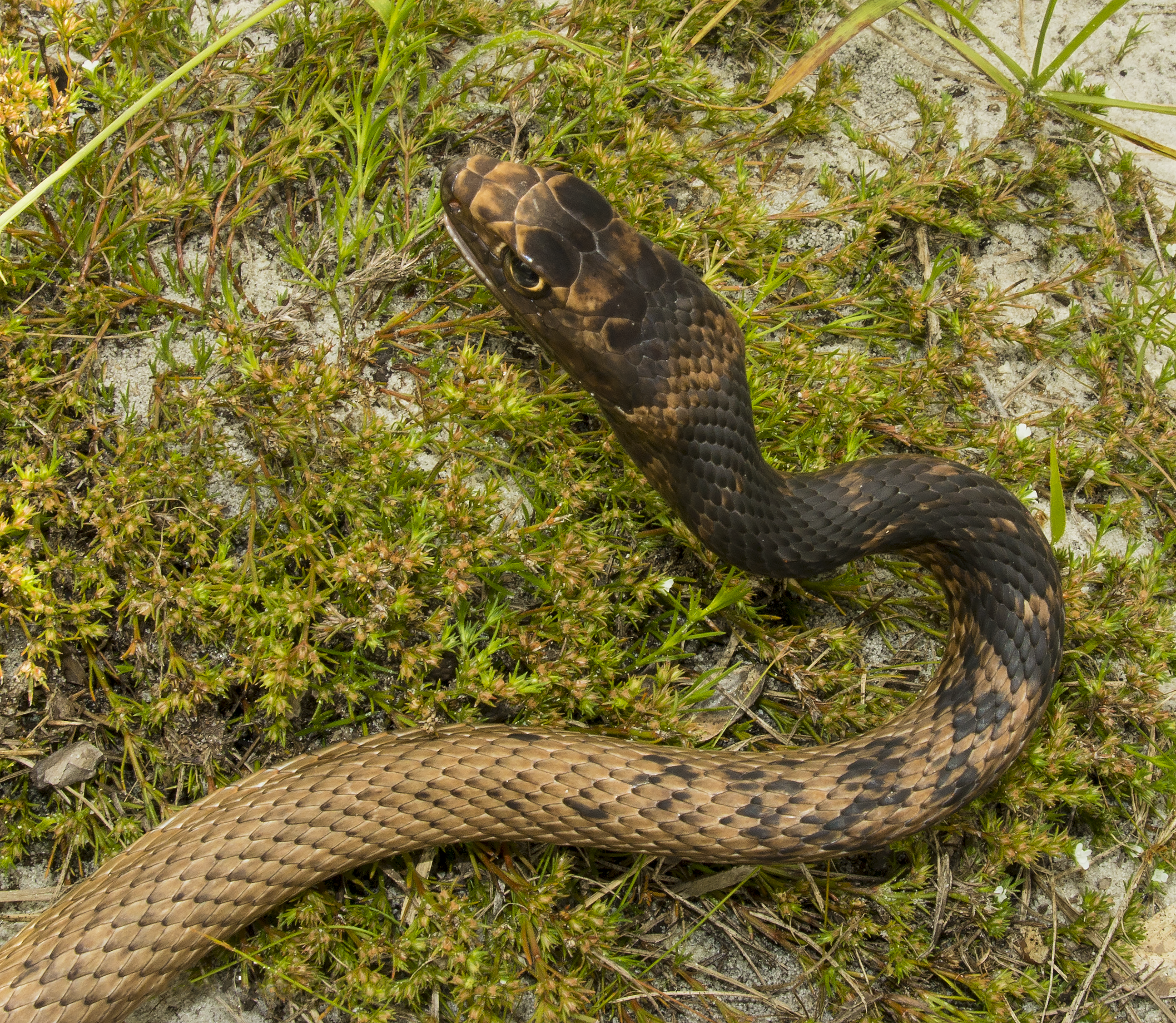
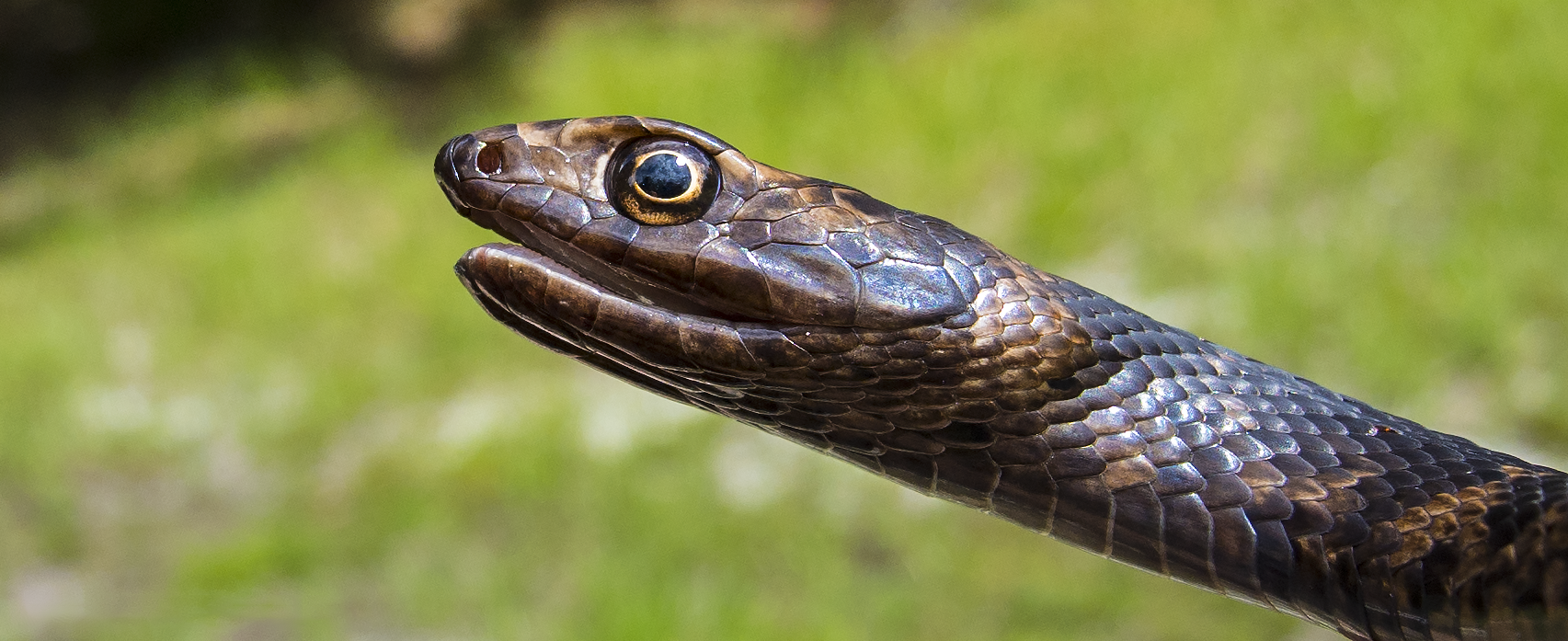
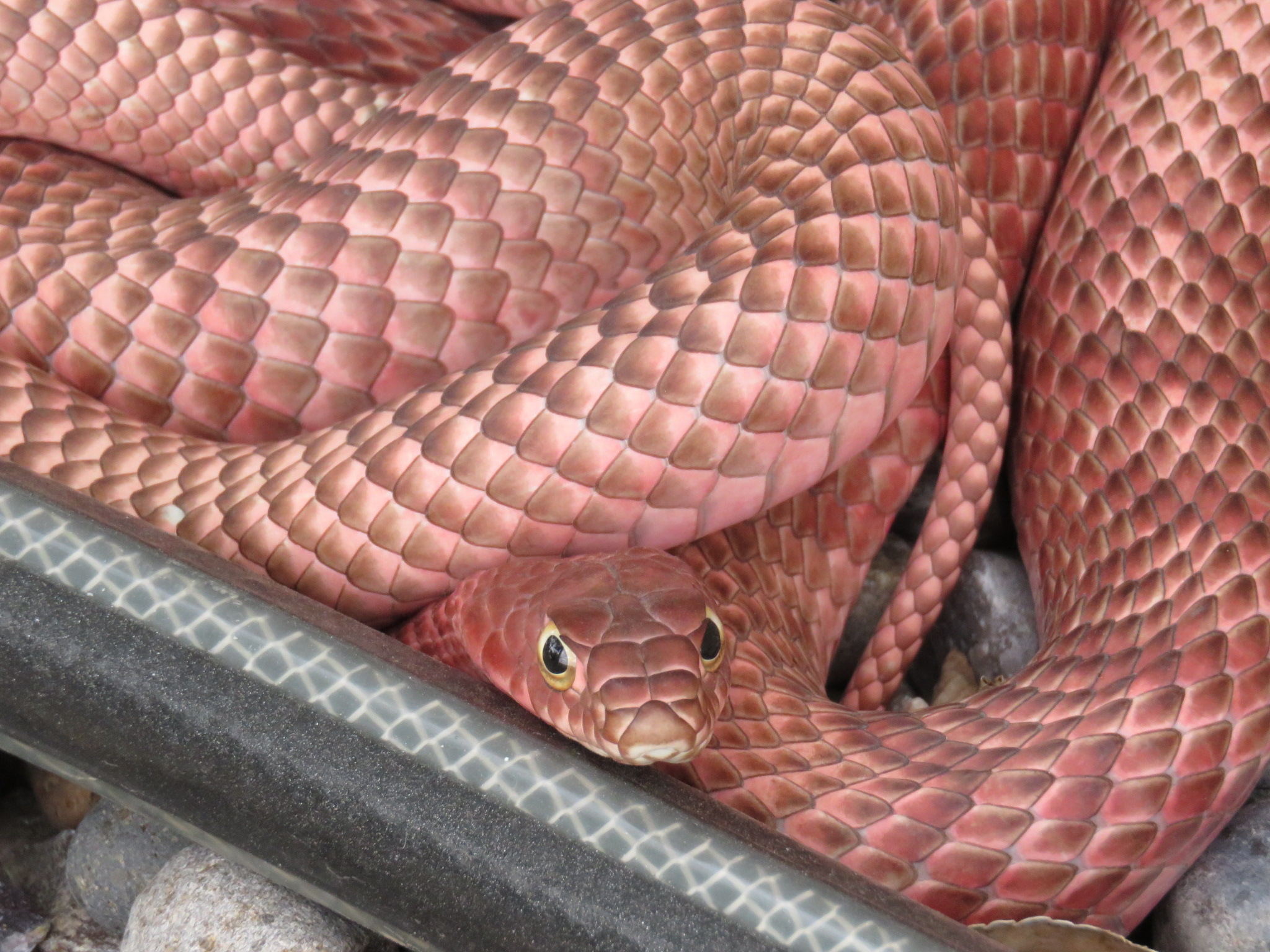
Masticophis flagellum piceus
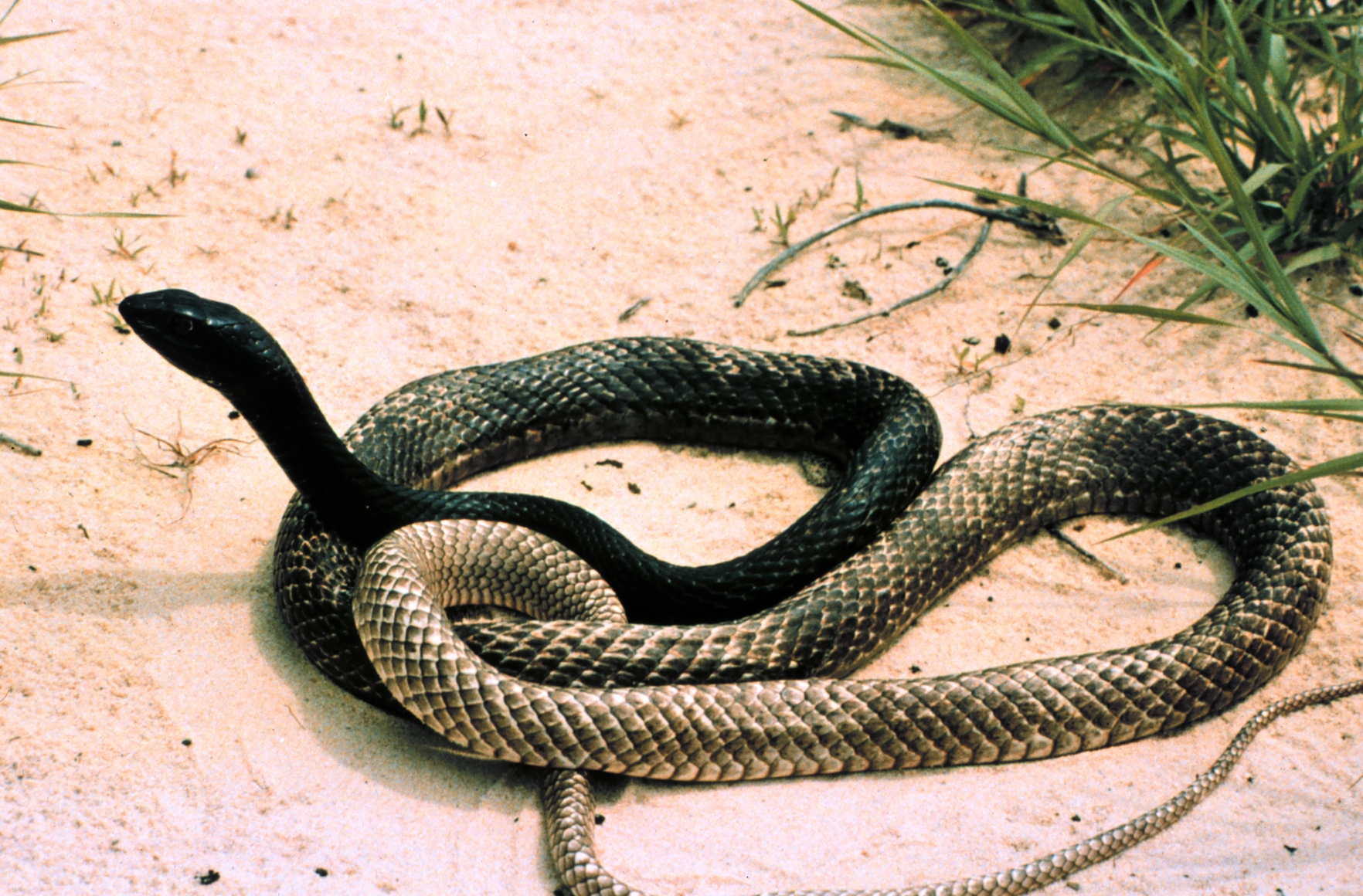
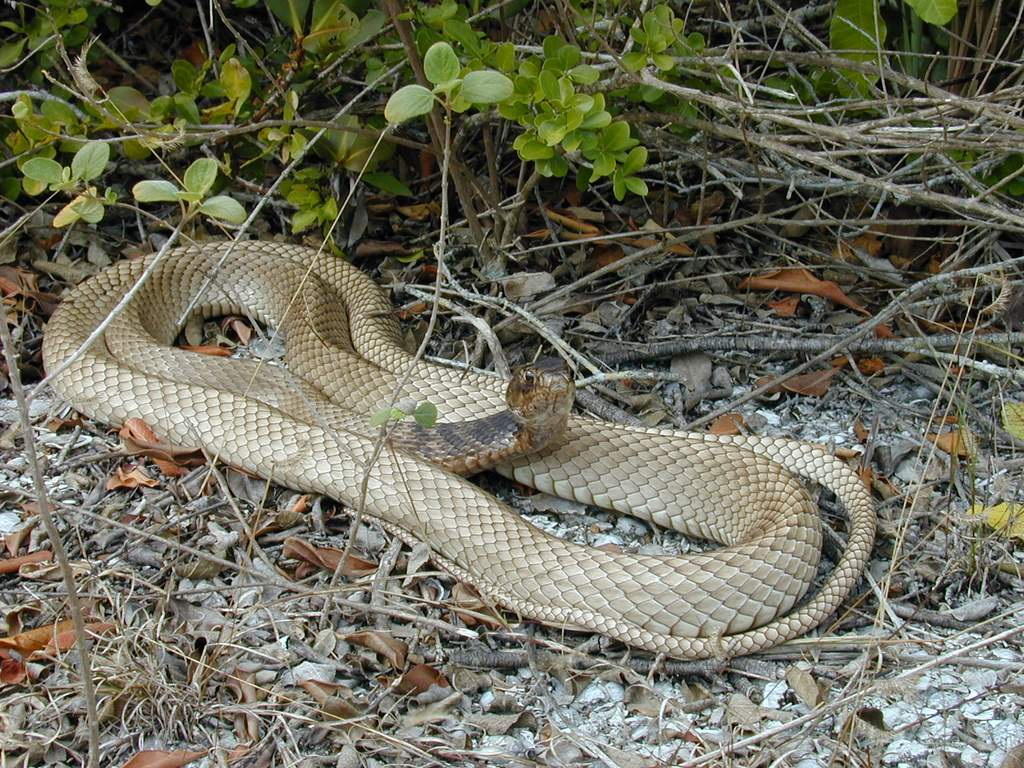
Masticophis flagellum flagellum
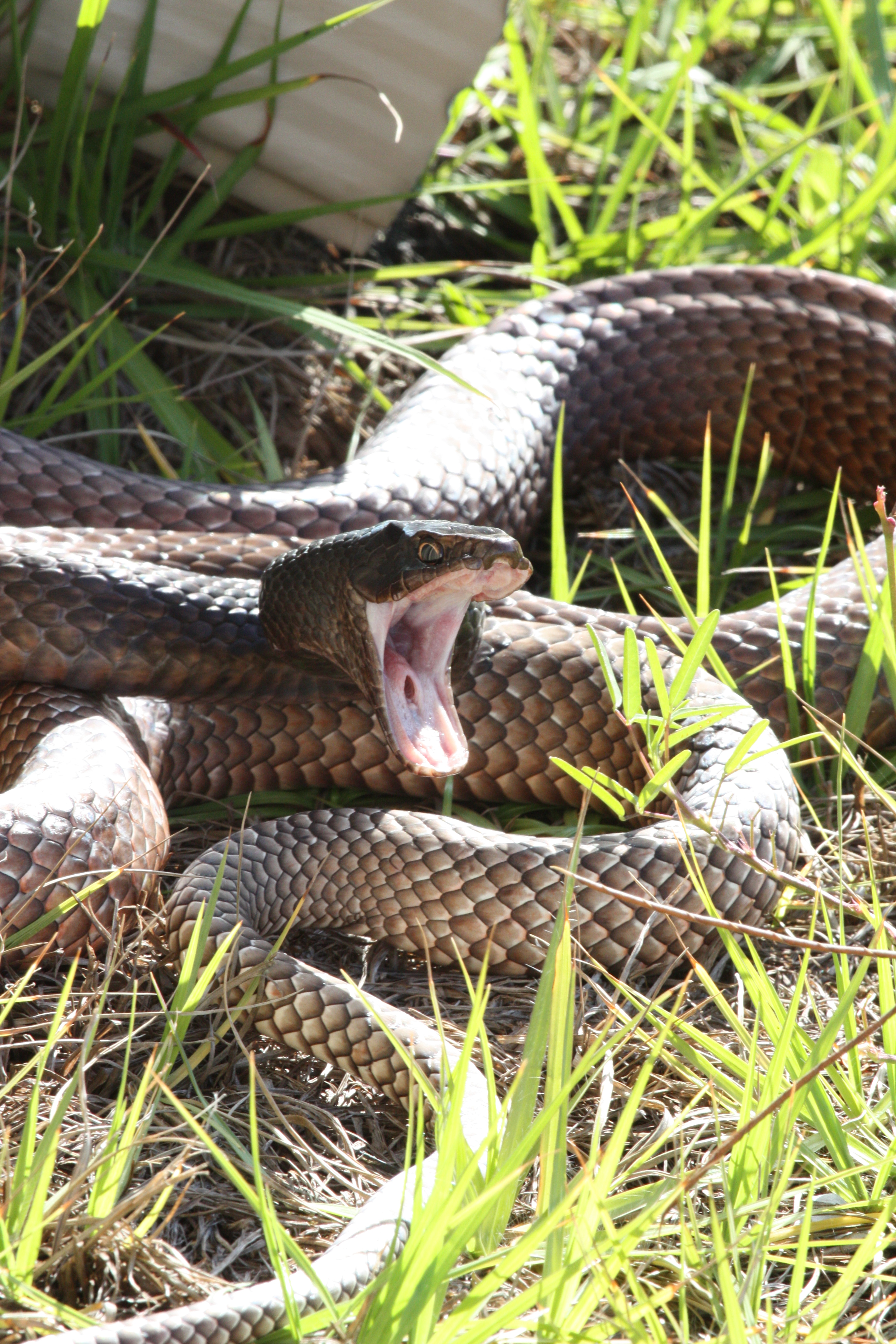
Masticophis flagellum flagellum
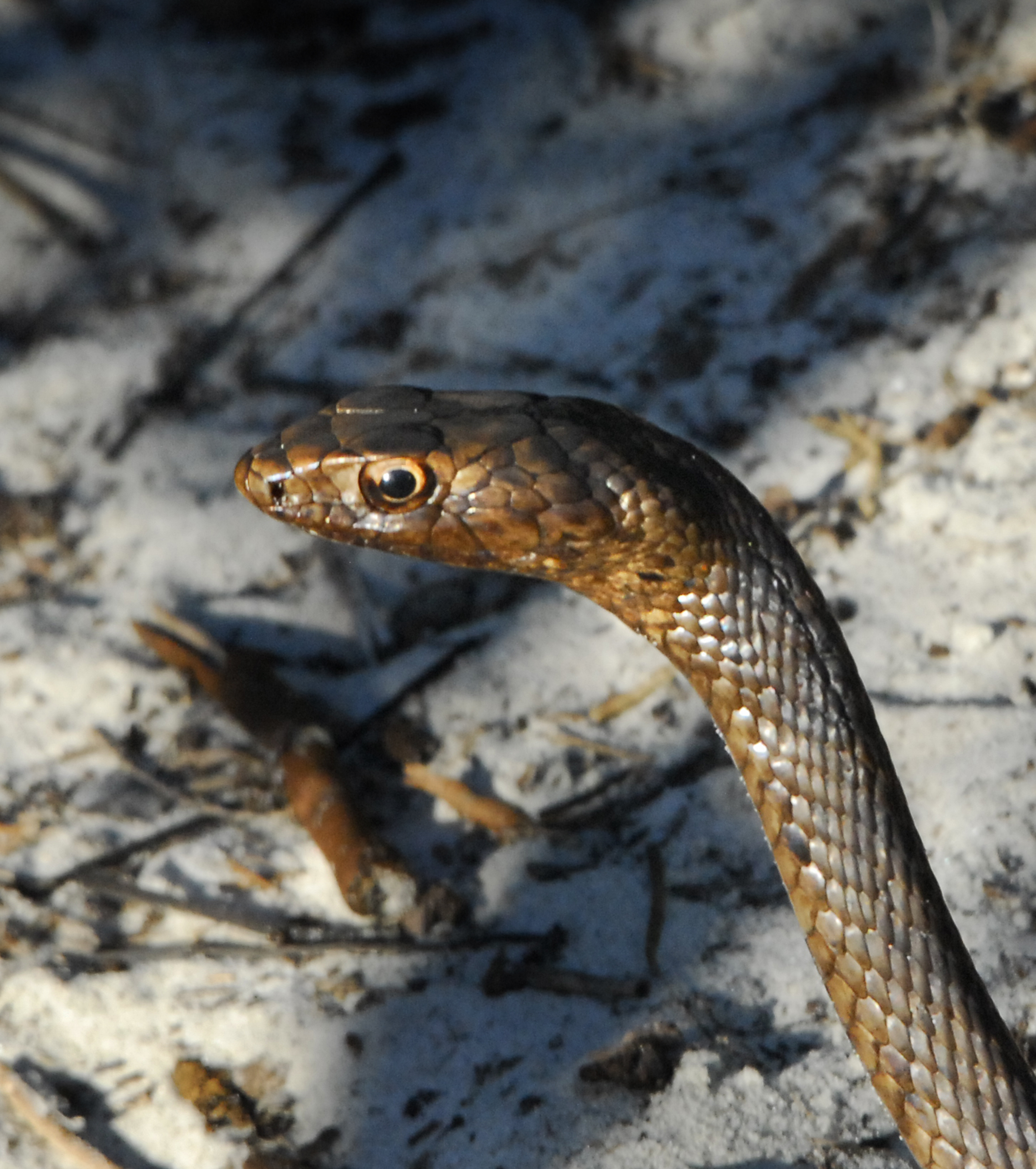
Masticophis flagellum flagellum
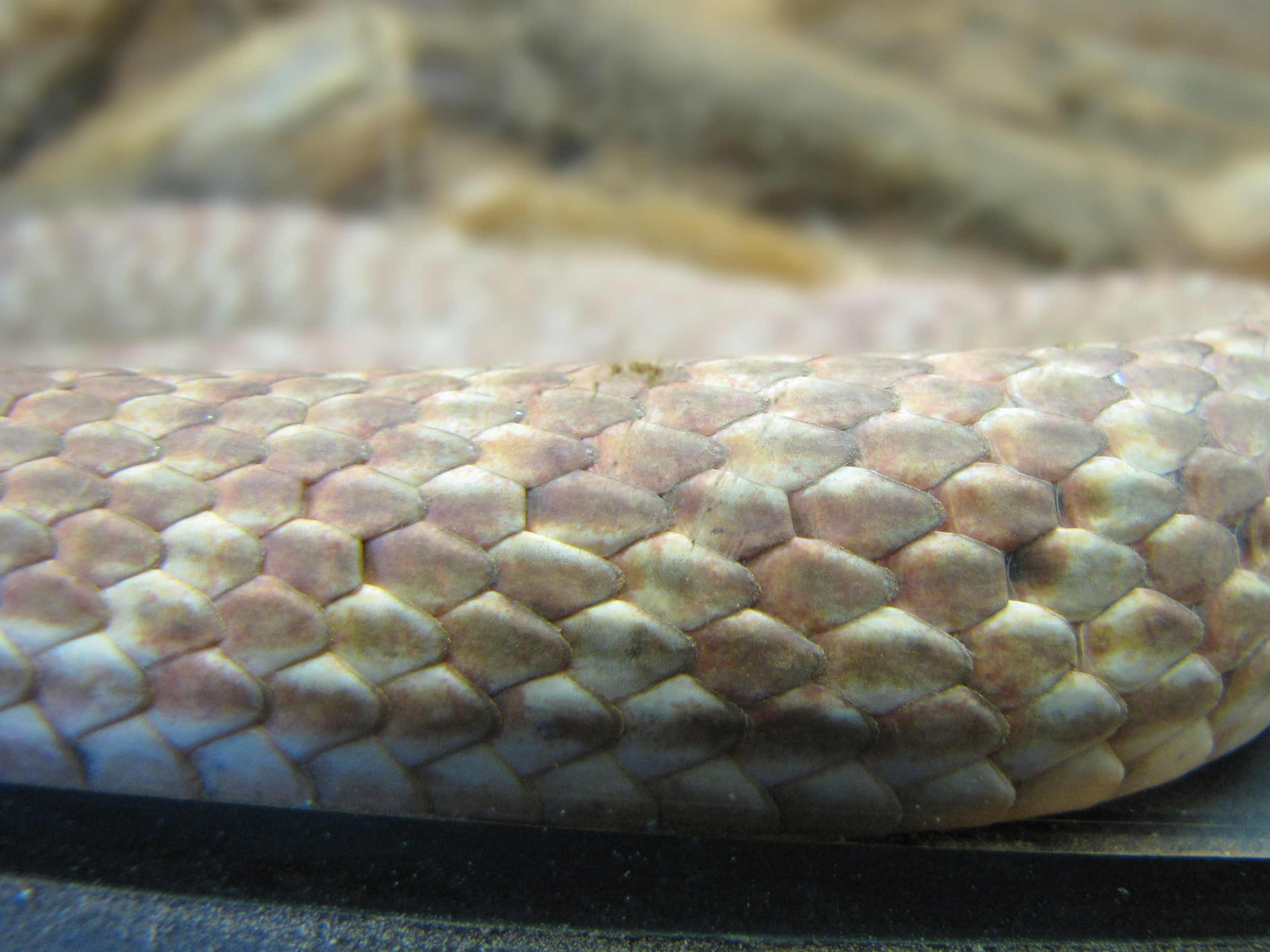
Masticophis flagellum piceus
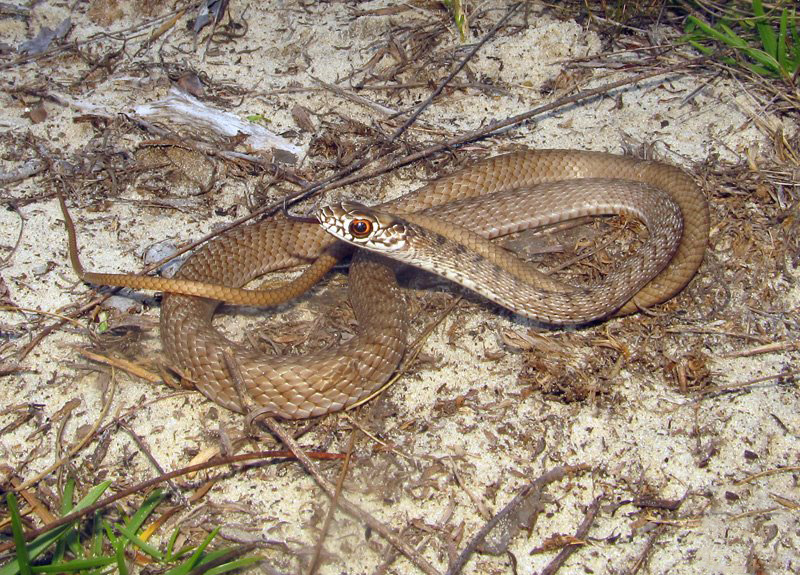
Masticophis flagellum flagellum